# Трубанов, Владимир Евгеньевич
Владимир Евгеньевич Трубанов (28 октября 1976 — 19 августа 1996) — рядовой внутренних войск МВД РФ, Герой Российской Федерации (посмертно).

## Биография
Семья Трубановых жила в 1950-1960 годах в Салавате по улице Чапаева, 6.  Отец, Трубанов Евгений Викторович, был радиолюбителем. Это увлечение передалось ему от деда, Виктора Спиридоновича. Виктор Спиридонович, инвалид Великой Отечественной войны, работал на комбинате Салаватнефтеоргсинтез (Газпром нефтехим Салават) в цехе КИПиА. Бабушки, Дроздова Александра Павловна и Трубанова Лидия Павловна, жили отдельно в Салавате. Лидия Павловна работала в Салаватском интернате — преподавателем по балетным танцам. У Виктора Спиридоновича и Лидии Павловны было четверо детей — Валентин, Оля, Женя, Таня.  Мама Владимира — Тамара Григорьевна Трубанова. Родители Володи были интеллигентные и образованные люди. У Володи был брат, Виктор Евгеньевич, который и сейчас живёт в Салавате.
Владимир окончил 8 классов средней школы N15 (1991) и СПТУ-19 (1994) в Салавате. Занимался картингом под руководством тренера Александра Лапшина и наставника Сергея Затылкина. Став чемпионом Башкирии по данному виду спорта, пошел служить в ВС РФ.
С марта 1995 года на военной службе. В Мариинске прошел курс молодого бойца. Службу проходил в Сибирском округе ВВ МВД РФ. Дважды выезжал в служебные командировки в Чечню.
Военная специальность Владимира — наводчик БРДМ (боевая разведывательная дозорная машина). Во время первой трехмесячной командировки Володя заболел, приезжал домой в Салават лечиться. После лечения опять возвратился на службу в полк.

## Подвиг
В конце июля 1996 года сводный полк Сибирского округа внутренних войск выехал на Кавказ, а уже  утром 6 августа подразделения полка были подняты по тревоге. Боевики напали на город Грозный, сковали действия военнослужащих. Сибиряки в казарме оказались практически в полной осаде. Любой вид транспорта, подъезжавший или отъезжавший от казармы, попадал под шквальный огонь. Через 2 недели положение стало критическим: кончились продукты, отключили воду, свет, нельзя вывезти раненых.  Отправили солдат за водой под прикрытием БРДМ, в которой находился Трубанов. У бронемашины прострелили колеса, но она продолжала движение.
Несмотря на ранение в ногу, рядовой Трубанов вел огонь из пулемета БРДМ. Он понимал, что необходимо продержаться как можно дольше. Полчаса шел неравный бой на глазах своей роты. Ребята плакали от бессилия, что ничем помочь Володе не могли. Володя вел огневую поддержку, однако боевикам удалось подбить БРДМ, и она загорелась. Солдат погиб.
За мужество и героизм, проявленные при выполнении воинского долга в Северо-Кавказском регионе в условиях, сопряженных с риском для жизни, указом Президента Российской Федерации № 84 от 26 января 1998 года рядовому Трубанову 26 января 1998 (посмертно) присвоено звание Героя Российской Федерации.

## Память
- Похоронен Трубанов В.Е. в городе Салавате (Башкортостан) на городском кладбище в 116 квартале[1].
- Приказом МВД РФ навечно зачислен в списки войсковой части № 5427 Сибирского округа внутренних войск Министерства внутренних дел России, в которой он служил.
- Имя Трубанова выбито на Памятнике уроженцам Республики Башкортостан, погибшим в локальных войнах XX века, в Парке Победы в г. Уфа.
- Имя Трубанова увековечено в Новосибирске на мемориале в честь военнослужащих, погибших при исполнении воинского долга на территории управления Сибирского округа ВВ МВД России.
- На бульваре Космонавтов д. 16, где жил Трубанов В. открыта памятная доска. Памятная доска открыта и на здании СПТУ №19, где он учился.

- В городском краеведческом музее г. Салавата открыт раздел, посвященный подвигу Трубанова В.Е.
- В школе № 15 работает музей Трубанова.
- СПТУ-19 в Салавате носит имя Трубанова.
- В Салавате в культурно-досуговом центре Агидель проводятся, ставшие традиционными, турниры по боксу[2] посвященные памяти В. Трубанова
- На мемориале "Вечный огонь" в Салавате открыта памятная доска о герое.
- В Салавате одна из новых улиц носит имя Трубанова.